# Hoplia mediocris
Hoplia mediocris är en skalbaggsart som beskrevs av Leon Fairmaire 1887. Hoplia mediocris ingår i släktet Hoplia och familjen Melolonthidae. Inga underarter finns listade i Catalogue of Life.